# Trelhas
Trelhas (en francès Treilles) és un municipi francès, situat a la comarca de Fitor, departament de l'Aude i regió d'Occitània.